# Heiterwang
Heiterwang – gmina w Austrii, w kraju związkowym Tyrol, w powiecie Reutte. Według Austriackiego Urzędu Statystycznego liczyła 492 mieszkańców (1 stycznia 2015).